# Lewisville (Texas)
Lewisville ist eine Stadt im Denton County und Dallas County im US-Bundesstaat Texas. Das U.S. Census Bureau hat bei der Volkszählung 2020 eine Einwohnerzahl von 111.822 ermittelt.

## Geographie
Die Stadt liegt im Nordosten von Texas, 16 km nordöstlich des Dallas-Fort Worth International Airport, 47 km nordöstlich von Fort Worth und hat eine Gesamtfläche von 109,7 km², wovon 14,4 km² Wasserfläche ist.

## Demografische Daten
Nach der Volkszählung im Jahr 2000 lebten hier 77.737 Menschen in 30.043 Haushalten und 19.828 Familien. Die Bevölkerungsdichte betrug 815,8 Einwohner pro km². Ethnisch betrachtet setzte sich die Bevölkerung zusammen aus 77,20 % weißer Bevölkerung, 7,39 % Afroamerikanern, 0,70 % amerikanischen Ureinwohnern, 3,90 % Asiaten, 0,03 % Bewohnern aus dem pazifischen Inselraum und 8,32 % aus anderen ethnischen Gruppen. Etwa 2,46 % waren gemischter Abstammung und 17,75 % der Bevölkerung waren spanischer oder lateinamerikanischer Abstammung.
Von den 30.043 Haushalten hatten 36,2 % Kinder unter 18 Jahren, die im Haushalt lebten. 52,3 % davon waren verheiratete, zusammenlebende Paare. 9,6 % waren allein erziehende Mütter und 34,0 % waren keine Familien. 25,2 % aller Haushalte waren Singlehaushalte und in 2,9 % lebten Menschen, die 65 Jahre oder älter waren. Die Durchschnittshaushaltsgröße betrug 2,58 und die durchschnittliche Größe einer Familie belief sich auf 3,13 Personen.
26,6 % der Bevölkerung waren unter 18 Jahre alt, 11,8 % von 18 bis 24, 41,2 % von 25 bis 44, 16,1 % von 45 bis 64, und 4,3 % die 65 Jahre oder älter waren. Das Durchschnittsalter war 30 Jahre. Auf 100 weibliche Personen aller Altersgruppen kamen 99,9 männliche Personen. Auf 100 Frauen im Alter von 18 Jahren und darüber kamen 99,1 Männer.
Das jährliche Durchschnittseinkommen eines Haushalts betrug 54.771 USD, das Durchschnittseinkommen einer Familie 63.719 USD. Männer hatten ein Durchschnittseinkommen von 41.058 USD gegenüber den Frauen mit 31.705 USD. Das Prokopfeinkommen betrug 24.703 USD. 6,0 % der Bevölkerung und 3,9 % der Familien lebten unterhalb der Armutsgrenze. Davon waren 6,8 % Kinder und Jugendliche unter 18 Jahren und 9,2 % waren 65 oder älter.

## Söhne und Töchter der Stadt
- Jamal Adams (* 1995), American-Football-Spieler
- Kristi Ferrell (* 1960), Schauspielerin
- Keyonte George (* 2003), Basketballspieler
- Walt Garrison (1944–2023), American-Football-Spieler (wuchs in Lewisville auf)
- Nic Kerdiles (1994–2023), Eishockeyspieler
- Cody Linley (* 1989), Schauspieler
- Paxton Pomykal (* 1999), Fußballspieler
- Saxon Sharbino (* 1999), Schauspielerin
- Gordon Thomas Whyburn (1904–1969), Mathematiker, der sich mit der Topologie von Punktmengen beschäftigte
- Chris Wojcik (* 1989), Filmregisseur, Filmproduzent, Drehbuchautor und Filmschauspieler